# Tempo pasquale
Il Tempo pasquale, tradizionalmente detto Cinquantina pasquale, è quel periodo dell'anno liturgico della Chiesa cattolica nel quale, "a partire dal Triduo Pasquale, come sua fonte di luce", viene celebrata la Pasqua del Signore come in "un solo giorno di festa". La sua conclusione è la solennità di Pentecoste.
(Massimo di Torino, Sermone 44)

## Fondamento biblico

### Pentecoste nel Nuovo Testamento
La nascita della Chiesa viene fatta coincidere con il Sacrificio pasquale ma, solo cinquanta giorni dopo, avviene quanto narrato in Atti degli Apostoli, 2,1-11: la Pentecoste in cui donato lo Spirito Santo alla comunità cristiana. Il tempo intercorrente fra l'evento storico della Risurrezione e quello della Pentecoste è unico nella storia della Chiesa poiché in esso "Gesù educa [gli Apostoli], attraverso le varie apparizioni, a comprendere i segni nuovi della sua azione nel mondo". Fin dalle sue radici apostoliche, allora, è un tempo mistagogico e catechetico.

## Teologia del tempo di Pasqua
(Messa vespertina nella vigilia di Pentecoste, Colletta)
La teologia di questa cinquantina si coglie molto bene dalla colletta della messa vespertina di questa solennità: nel disegno del Padre c'è la volontà che il mistero della celebrazione Pasquale sia racchiuso in un tempo sacro di cinquanta giorni. Alla colletta fa eco il prefazio della Messa del giorno:
quibus, per Unigéniti tui consórtium,
fílios adoptiónis esse tribuísti,
hódie Spíritum Sanctum es largítus;
qui, princípio nascéntis Ecclésiæ,
et cunctis géntibus sciéntiam índidit deitátis,
et linguárum diversitátem in uníus fídei confessióne sociávit.»
e su coloro che hai reso figli di adozione
in Cristo tuo Figlio hai effuso lo Spirito Santo,
che agli albori della Chiesa nascente
ha rivelato a tutti i popoli il mistero nascosto nei secoli,
e ha riunito i linguaggi della famiglia umana
nella professione dell’unica fede.»
(Messa del giorno di Pentecoste, Prefazio)
La Pasqua, quindi, si celebra come un unico e unito mistero di morte, risurrezione, ascensione del Signore e venuta dello Spirito e, per questo, in essa sono presenti quattro dimensioni teologiche: cristologica, pneumatologica, ecclesiale-sacramentale, escatologica.
Ha una durata di cinquanta giorni, durante i quali la liturgia aiuta il credente a penetrare più profondamente nel mistero della resurrezione di Gesù. Il cinquantesimo giorno dopo la Risurrezione la cristianità ricorda la discesa dello Spirito Santo tra gli Apostoli, avvenimento che rappresenta la nascita della Chiesa.
Dopo i primi quaranta giorni si celebra la solennità dell'Ascensione del Signore.

## Domeniche del tempo di Pasqua
Le domeniche del tempo di Pasqua vedono alcune differenze se mettiamo a confronto il Messale Romano del 1962 con le edizioni più recenti. Con desiderio di recuperare l'unità che tradizionalmente è propria e caratteristica di questo tempo, si è passati dalla dizione Dominicae post Pascha a Dominicae Paschae. Sono inoltre scomparsi il Tempus Ascensionis (novità del Codice delle Rubriche del Breviario e del Messale Romano e dell'edizione 1962 in vista dell'abolizione dell'ottava dell'Ascensione) e l'ottava di Pentecoste.
Di seguito una tabella comparativa.
| MR 1962                                                                      | MR 2002 | Dizione popolare                                                                                                   |
| ---------------------------------------------------------------------------- | --- | --- |
| Domínica Resurrectiónis                                                      | Dominica Resurrectionis                                                                                            | Pasqua |
| Dominica in Albis, in Octava Paschae                                         | Dominica II Paschae seu de Divina Misericordia                                                                     | Domenica Quasi modo; Festa della Divina Misericordia, Domenica di Tommaso                                          |
| Dominica secunda post Pascha                                                 | Dominica tertia Paschae                                                                                            | Domenica Misericordia e Domenica del Buon Pastore (1962); Domenica Iubilate (2002); De Modicum.                    |
| Dominica tertia post Pascha                                                  | Dominica quarta Paschae                                                                                            | Domenica Iubilate (1962); Domenica Misericordia e Domenica del Buon Pastore (2002)                                 |
| Dominica quarta post Pascha                                                  | Dominica quinta Paschae                                                                                            | Domenica Cantate; Domenica della Samaritana                                                                        |
| Dominica quinta post Pascha                                                  | Dominica sexta Paschae                                                                                             | Domenica de Iucunditate; Dominica Rogate                                                                           |
| Dominica post Ascensionem o In Ascensione Domini (posticipata dalla Feria V) | Dominica septima Paschae o (ubi sollemnitas Ascensionis Domini non est de praecepto servanda) In Ascensione Domini | Domenica Viri Galilaei. Ricordiamo anche la dizione Dominica infra Octavam Ascensionis (prima dell'edizione 1962). |
| Domínica Pentecostes                                                         | Domínica Pentecostes                                                                                               | |

Alcune di queste domeniche, tradizionalmente, sono conosciute con il nome del loro introito. Questa dizione, più usata nelle Chiese delle Riforma, si riscontra anche nel cattolicesimo e, difatti, incontriamo anche la domenica Gaudete e la domenica Laetare. Come già riportato nella tabella, esse sono: la domenica Quasi modo; la domenica Misericordia; la domenica Iubilate; la domenica Cantate; la domenica de Iucunditate; la domenica Exaudi. Non è corretto parlare di domenica Viri Galilaei giacché la posticipazione dalla feria V hebdomadae VI di questa celebrazione non è "tradizionale".

## Liturgia
Il carattere del tempo pasquale è festivo: si canta nuovamente l'Alleluia, dopo che per tutto il tempo di Quaresima è stato sostituito dall'acclamazione "Lode a Te o Cristo, Re di eterna gloria".
La prima lettura della Messa è tratta dagli Atti degli Apostoli. Dai Vangeli si leggono i vari racconti pasquali, e i discorsi di Gesù del Vangelo secondo Giovanni. 
L'Angelus viene sostituito dal Regina Coeli.

### Anno liturgico
- Domenica II di Pasqua
- Risurrezione di Gesù
- Quaresima
- Anno liturgico
- Triduo Pasquale

### Musicologiche
- Quasi modo
- Introduxit vos
- Resurrexi
- Jubilate Deo
- Haec dies
- Misericordia Domini
- Cantate Domino